# Janvier 1902

## Événements
- 1er janvier :
  - Afrique: Formation des KAR (King’s African Rifles), troupes coloniales britanniques regroupant les milices privées de l’Ouganda, du Kenya et du Nyassaland[1].
  - Espagne : inauguration au Musée du Prado de Madrid d’une exposition centrée sur les œuvres de Sominikos Theotokopulos, dit Le Greco.
- 3 janvier, Chine: la cour impériale réintègre la cité interdite de Pékin et l'impératrice douairière Cixi reprend en main le gouvernement.

- 4 janvier : 
  - Congo: fondation de la Compagnie des Chemins de Fer du Congo aux Grands Lacs Africains qui reçoit 2 millions d’hectares de terres.
  - Espagne: présentation à Barcelone de l'opéra de Felipe Pedrell, "Los Pirineos".
- 5 janvier, théâtre : création à Paris au Gymnase de la seconde pièce d'Henri Bernstein, "Le Détour".

- 8 janvier, Italie : remous chez les Catholiques à la suite du dépôt d’un projet de loi instituant le divorce.
- 9 janvier, Paraguay: le président Emilio Aceval est destitué et remplacé par Hector Carvallo.
- 15 janvier, opéra: présentation à Karlsruhe de "Till Eulenspiegel" d'Emil Reznicek.

- 16 janvier, Arabie : avec l’aide de la Grande-Bretagne, Abdelaziz Ibn Sa'ud reprend Riyad aux Al Rachid, soutenus par les Ottomans, et entreprend la reconquête du Nejd.
- 18 janvier, Congo: première conférence à Léopoldville des oeuvres missionnaires protestantes (jusqu'au 21 janvier).
- 20 janvier, Suisse:  la population refuse par référendum la séparation de l'Église et de l'État.

- 21 janvier : 
  - France: unification de l’heure en France. Tout le pays adopte « l’heure de Paris ». Avant cette date, chaque commune avait son heure basée sur la course du soleil. Les chemins de fer utilisaient depuis longtemps déjà de manière uniforme « l’heure de Paris ».
  - Empire ottoman: signature d'une concession à l'Allemagne pour la construction de  la voie ferrée Konya-Bagdad.

- 22 janvier:
  - Russie : commission spéciale d’étude des besoins de l’industrie agricole présidée par Serge Witte. Opposition du ministre de l’intérieur Plehve.
  - Paris: création aux Bouffes-Parisiens de "Claudine à Paris", comédie précédée d'un prologue "Claudine à l'école".

- 25 janvier :
  - Russie: abolition de la peine capitale.
  - France : Gaston Calmette devient directeur du quotidien parisien Le Figaro.

- 30 janvier :
  - diplomatie: alliance anglo-japonaise (Lansdowne-Hayashi) stipulant la non-intervention des européens en cas de guerre russo-japonaise.
  - Amérique: clôture de la conférence internationale des États Américains à Mexico (ouverte le 2 octobre 1901). Création du Bureau international des Républiques américaines. Convention Drago, limitant le recours à la force pour le recouvrement d’une dette[2].
  - théâtre: première à l'Odéon des "Noces Corinthiennes" d'Anatole France.

## Naissances
- 8 janvier : Gueorgui Malenkov, homme politique soviétique († 14 janvier 1988).
- 11 janvier : Maurice Duruflé, organiste et compositeur français († 16 juin 1986).
- 12 janvier : 
  - Saoud ben Abdelaziz Al Saoud, roi d'Arabie Saoudite († 23 février 1969).
  - Ray Teal, acteur américain († 2 avril 1976).
- 19 janvier : Robert Delcourt, écrivain et auteur dramatique belge († 29 juillet 1967).
- 22 janvier : Jean-Paul Beaulieu, politicien québécois († 14 novembre 1976).
- 26 janvier: Menno ter Braak, écrivain néerlandais († 15 mai 1940).
- 31 janvier :
  - André Gougenheim, géographe français, académicien († 21 mars 1975).
  - Alva Myrdal, diplomate et écrivaine suédoise, prix Nobel de la Paix en 1982 († 1er février 1986).

## Décès
- 28 janvier : Carlo Gastini, relieur, enseignant, acteur et poète (° 23 janvier 1833).